# Großenhain
Großenhain (em alto sorábio: Wulki Hojn) é um município da Alemanha, situado no distrito de Meißen, no estado da Saxônia. Tem 96,79 km² de área, e sua população em 2019 foi estimada em 18.199 habitantes.